# Streitau (Gefrees)

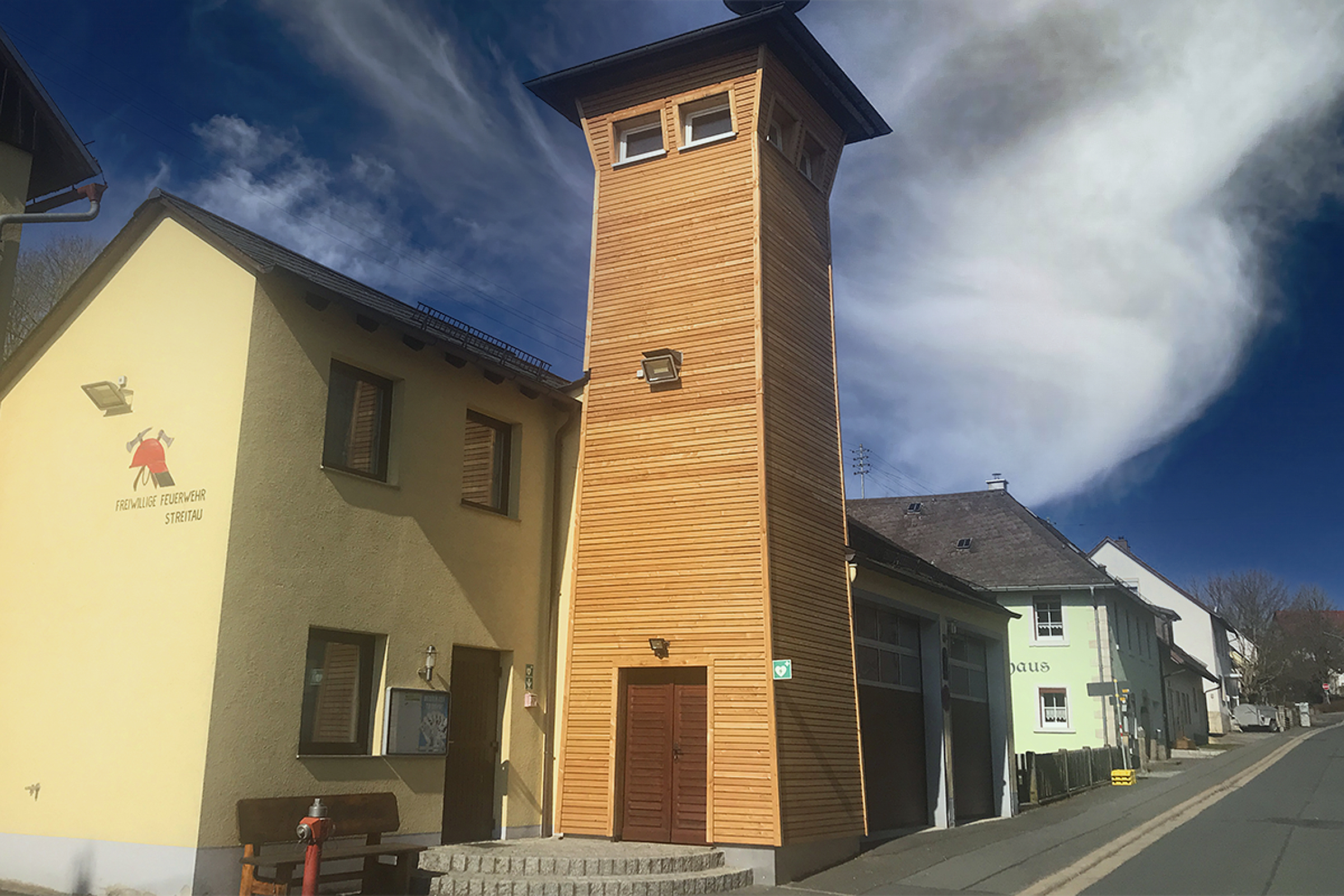
[https://ff-streitau.de/ Schlauchturm Feuerwehr Streitau

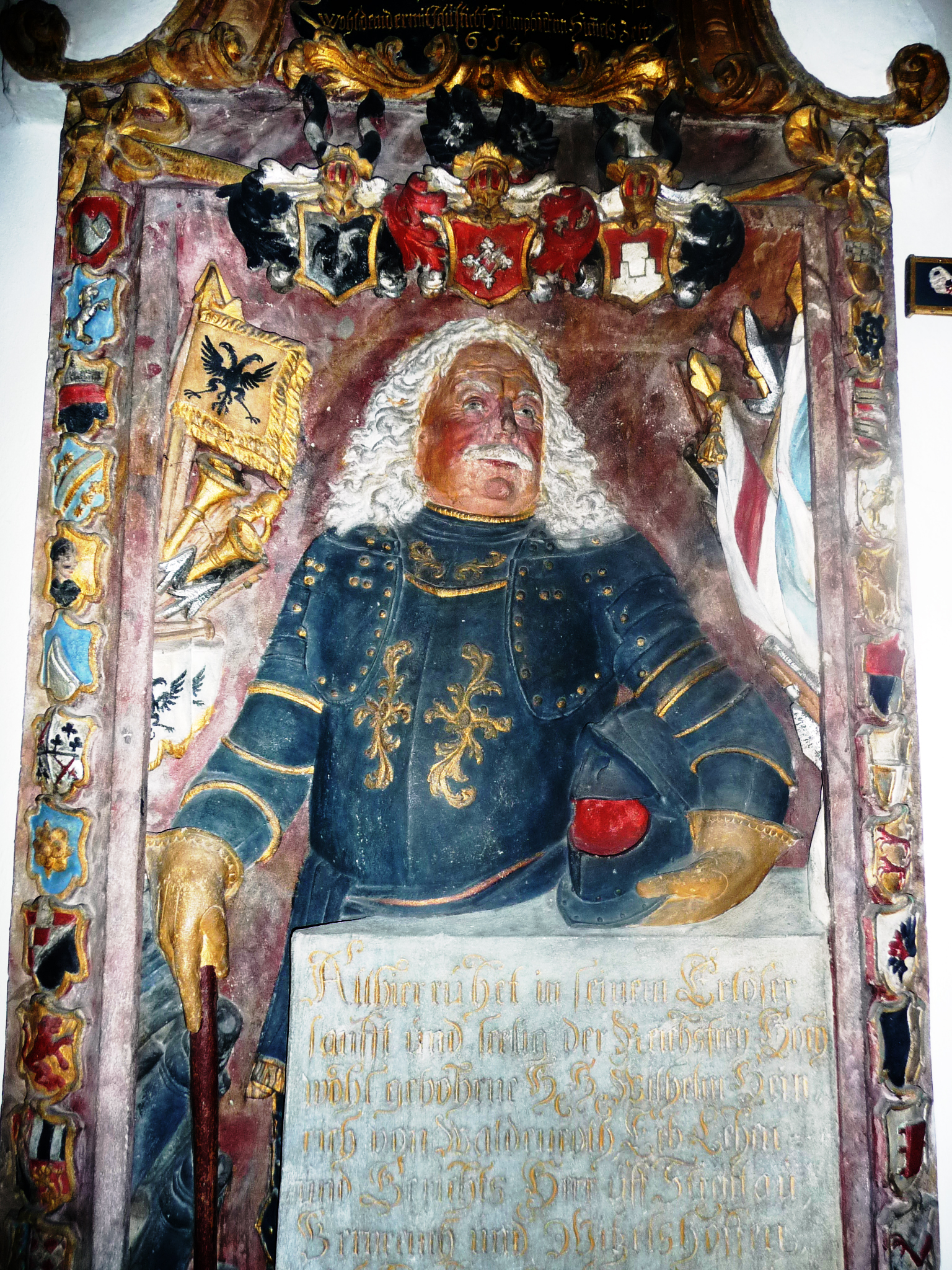
Epitaph eines von Wallenrode in der Streitauer Kirche

Streitau ist ein Gemeindeteil der Stadt Gefrees im Landkreis Bayreuth (Oberfranken, Bayern). Die Gemarkung Streitau hat eine Fläche von 4,466 km². Sie ist in 783 Flurstücke aufgeteilt, die eine durchschnittliche Flurstücksfläche von 5703,35 m² haben. In ihr liegen neben dem namensgebenden Ort die Gemeindeteile Hinterbug, Hollenreuth, Kirschbaum, Mittelbug, Neubau, Oberbug, Petzet, Streitauermühle und Unterbug.

## Geographie
Das Pfarrdorf liegt auf freier Flur westlich der Ölschnitz und der Bundesautobahn 9. Die Kreisstraße BT 7/HO 22 führt die Bahnstrecke Bamberg–Hof überbrückend nach Stammbach (3,7 km nördlich) bzw. die A 9 unterqurend an Neubau vorbei nach Böseneck zur Staatsstraße 2180 (2,2 km südlich). Die Kreisstraße BT 10 führt nach Höflas (1,2 km westlich). Gemeindeverbindungsstraßen führen an Kirschbaum vorbei nach Tennersreuth (1,7 km nordöstlich) und die A 9 unterquerend nach Witzleshofen (1,5 km östlich).

## Geschichte
Der Ort wurde 1350 als „ze Metzelsreut“ erstmals urkundlich erwähnt. In Streitau gibt es neben dem Turmhügel Wallberg Hinweise auf eine alte und eine neue Kemenate. Eine Linie des Adelsgeschlechtes der Wallenrode ließ sich in dem Ort nieder und ist in Siebmachers Wappenbuch mit einem leicht veränderten Wappen gesondert aufgeführt. Die Alte Kemenate wurde von den Wallenrode im 14. Jahrhundert gebaut und diente später als Amtshaus. Das Gebäude wich 1902 einem neuen Schulgebäude, dem heutigen Gemeindehaus. Die Neue Kemenate wurde vor 1500 gebaut, wegen der späteren Besitzer bezeichnete man sie auch als Lindenfels'sches Schloss. Heute steht an ihrer Stelle das Pfarrhaus. Ursprünglich lag Streitau im Fraischbezirk des bambergischen Centamtes Marktschorgast.
Zur Realgemeinde Streitau gehörten Neubau, Oberbug, Petzet, Streitauermühle und Unterbug. Gegen Ende des 18. Jahrhunderts bestand Streitau aus 42 Anwesen und eine Kirche, ein Pfarrhaus und eine Schule. Die Hochgerichtsbarkeit stand dem bayreuthischen Stadtvogteiamt Gefrees zu, wurde aber auch vom bayreuthischen Vogteiamt Stammbach beansprucht. Die Dorf- und Gemeindeherrschaft hatte das bayreuthische Verwaltungsamt Streitau. Grundherren waren
- das Verwaltungsamt Streitau: 2 Halbhöfe, 2 Dreiachtelhöfe, 2 Sölden, 2 halbe Sölden, 7 Gütlein, 2 Tropfgütlein, 3 Wirtshäuser, 2 Tropfhäuser, 12 halbe Tropfhäuser, 3 Häuser, 4 halbe Häuser;
- das Gotteshaus Streitau: 1 Tropfhaus.[7]

Von 1797 bis 1810 unterstand Streitau dem Justiz- und Kammeramt Gefrees. Infolge des Ersten Gemeindeedikts wurde 1812 der Steuerdistrikt Streitau gebildet. Zu diesem gehörten Altpoppenreuth, Bucheck, Bucheckeinzel, Bucheckmühle, Bugeinzel b.Tennersreuth, Fleisnitz, Fleisnitzmühle, Hampelshof, Hinterbug, Höflein, Hollenreuth, Kirschbaum, Lindenhof, Mittelbug, Neubau, Oberbug, Obertennersreuth, Petzet, Streitauermühle, Tennersreuth, Unterbug und Witzleshofen. Zugleich entstand die Ruralgemeinde Streitau, zu der Hinterbug, Hollenreuth, Kirschbaum, Mittelbug, Neubau, Oberbug, Petzet, Streitauermühle und Unterbug gehörten. Sie war in Verwaltung und Gerichtsbarkeit dem Landgericht Gefrees zugeordnet und in der Finanzverwaltung dem Rentamt Gefrees. 1840 wurde die Gemeinde Streitau an das Landgericht Berneck und an das Rentamt Marktschorgast überwiesen (1919 in Finanzamt Marktschorgast umbenannt). Ab 1862 gehörte Streitau zum Bezirksamt Berneck. Die Gerichtsbarkeit blieb beim Landgericht Berneck (1879 in Amtsgericht Berneck umgewandelt). 1929 wurde die Gemeinde schließlich an das Bezirksamt Münchberg (1939 in Landkreis Münchberg umbenannt) und das Finanzamt Münchberg abgegeben, 1931 auch an das Amtsgericht Münchberg. Seit 1959 ist das Amtsgericht Bayreuth zuständig. Die Gemeinde hatte 1964 eine Gebietsfläche von 4,463 km². Am 1. Juli 1972 kam Streitau an den Landkreis Bayreuth. Im Zuge der Gebietsreform in Bayern wurde Streitau am 1. Mai 1978 nach Gefrees eingemeindet.

### Baudenkmäler
- Streitauer Hauptstraße 23: Inschrifttafel
- Streitauer Hauptstraße 31: Zwei Keilsteine
- Streitauer Hauptstraße 35: Wohnhaus
- Streitauer Hauptstraße 37: Keilstein
- Wallenrodestraße 2: Pfarrkirche St. Georg
- Wallenrodestraße 10: Keilstein
- Wallenrodestraße 14: Zweigeschossiger Satteldachbau
- Kriegerdenkmal
- Wasserdurchlass bei der Bahnstrecke Bamberg–Hof

ehemalige Baudenkmäler
- Haus Nr. 22: Zweigeschossiger, verputzter Satteldachbau mit zwei zu vier Achsen, der gefelderte Türstock aus Haustein am Sturz bezeichnet „JO 1836“, am Obergeschoss eine Steintafel mit Wappen, bezeichnet „WHVWR 1710“ (=Wilhelm Heinrich von Wallenrod).[12]
- Haus Nr. 27a: Eingeschossiger, verputzter Bau mit Halbwalmdach, vier Achsen zur Straße. Die Türrahmung aus Haustein mit klassizistischen Dekorationsformen, am Sturz die Bezeichnung  „1836“. Vier Fenster zur Straße.[12]
- Haus Nr. 29: Eingeschossiger, verputzter Bau mit Halbwalmdach, vier Achsen zur Straße. Die Haustür am Scheitelstein bezeichnet „JK 1836“. Unter den Fenstern Gurtband.[12]
- Haus Nr. 31: Gasthof zum Schwan. Zweigeschossiges verputztes Gebäude mit einseitig abgewalmten Dach, der Türsturz am Scheitelstein bezeichnet „HS 1836“. Eckquaderung.[12]
- Haus Nr. 32: Eingeschossiges Satteldachhaus, der Türsturz bezeichnet „F. Mts.[?] 1836“.[12]
- Haus Nr. 38: Zweigeschossiges, verputztes Gebäude mit Halbwalmdach, fünf zu fünf Achsen, Gurtband. Die Haustür von Lisenen mit Triglyphen flankiert, der Scheitelstein bezeichnet „JE 1830“, darüber ausladendes Gesims auf Volutenkonsolen.[12]
- Haus Nr. 42: Bescheidener Satteldachbau, der Türsturz am Scheitelstein bezeichnet „HP 1823“.[12]
- Haus Nr. 44: Eingeschossiger, verputzter Satteldachbau mit drei zu fünf Achsen, erste Hälfte des 19. Jahrhunderts. Die gedrückt rundbogige Haustür von Pilastern und Archivolte mit Scheitelstein umgeben.[12]
- Haus Nr. 54: Eingeschossiger Wohnstallbau mit zur Hälfte abgewalmten Satteldach, die Haustür am Scheitelstein bezeichnet „JM 1836“. Rückwärtig Tenne mit korbbogiger Einfahrt.[12]

### Einwohnerentwicklung
Gemeinde Streitau
| Jahr      | 1812  | 1840   | 1852   | 1855   | 1861   | 1867   | 1871   | 1875   | 1880   | 1885   | 1890   | 1895   | 1900   | 1905   | 1910   | 1919   | 1925   | 1933   | 1939   | 1946   | 1950   | 1952   | 1961  | 1970   |
| Einwohner | 464   | 677    | 681    | 656    | 714    | 706    | 748    | 750    | 734    | 687    | 615    | 592    | 526    | 506    | 531    | 500    | 563    | 540    | 487    | 719    | 710    | 720    | 656   | 651    |
| Häuser    | 85    |        |        |        |        |        | 107    |        |        | 105    | 104    |        | 105    |        |        |        | 98     |        |        |        | 111    |        | 137   |        |
| Quelle    | [ 8 ] | [ 14 ] | [ 14 ] | [ 14 ] | [ 15 ] | [ 16 ] | [ 17 ] | [ 18 ] | [ 19 ] | [ 20 ] | [ 21 ] | [ 14 ] | [ 22 ] | [ 14 ] | [ 23 ] | [ 14 ] | [ 24 ] | [ 25 ] | [ 25 ] | [ 25 ] | [ 26 ] | [ 25 ] | [ 9 ] | [ 27 ] |

Ort Streitau
| Jahr      | 001812 | 001819 | 001861 | 001871 | 001885 | 001900 | 001925 | 001950 | 001961 | 001970 | 001987 |
| Einwohner | 425 *  | 511 †  | 580    | 611 *  | 583 *  | 434 *  | 478 *  | 617 *  | 593 *  | 572    | 471    |
| Häuser    | 76 *   |        |        |        | 90 *   | 90 *   | 82 *   | 96 *   | 120 *  |        | 161    |
| Quelle    | [ 8 ]  | [ 28 ] | [ 15 ] | [ 17 ] | [ 20 ] | [ 22 ] | [ 24 ] | [ 26 ] | [ 9 ]  | [ 27 ] | [ 1 ]  |

## Religion
Streitau ist Sitz der Pfarrei St. Georg, die seit der Reformation evangelisch-lutherisch ist.

## Bahnanschluss
Der Haltepunkt Streitau lag an der Bahnstrecke Falls–Gefrees. Der Personenverkehr wurde am 30. September 1973 eingestellt. Am 31. Dezember 1993 wurde die Strecke stillgelegt.